# バッハの名による幻想曲とフーガ (レーガー)
B-A-C-Hによる幻想曲とフーガ（ドイツ語: Phantasie und Fuge über B-A-C-H）Op.46は、マックス・レーガーが作曲したオルガン曲。

## 概要
ヨハン・ゼバスティアン・バッハはレーガーが第一に崇敬する作曲家であり、「私にとってゼバスティアン・バッハは音楽の至高のものです。真の前進は常に彼の中にあります」という言葉も残している。多くの作品にバッハの影響が表れているが、BACH主題に基づくこの作品はピアノのための「バッハの主題による変奏曲とフーガ」と並び、バッハへの敬意を最も直接的に表した作品の一つである。
1900年1月25日にレーガーは、オルガニストのツェーザル・ホッホシュテッターに、「B-A-C-Hによるオルガンのための幻想曲とフーガをもうすぐ書き始められます。必ずや堂々たる様式の、壮大な作品になるでしょう！」と書き送っている。作曲は2月から3月ごろに短期間で行われた。当初はOp.46aが与えられ、オルガンのための「6つのトリオ」と組になる予定だったが最終的にこの構想は放棄されている。初演は同年の初夏に、ヴェーゼルの大聖堂でカール・シュトラウベによって行われ、また同年中に出版されヨーゼフ・ラインベルガーに献呈された。
「（コラール幻想曲Op.40-2に）紳士たるオルガニストたちはおそらく、ひどく衝撃を受けることでしょう。ですがもっと「野蛮な」作品が待ち受けています（...）例えばOp.46のように」とレーガーが、またシュトラウベが「二楽章の交響曲」と述べている通り、調性や演奏技巧の極限に近づいたきわめて挑戦的な作品だが、同時にレーガーのオルガンの作品の中でも特に高く評価されているものの一つでもある。

## 楽曲
「幻想曲」と「フーガ」の二部からなり、演奏時間は20分程度。
幻想曲はグラーヴェ、4/4拍子、変ロ短調で、「常に即興のように」(sempre quasi improvisatione)と指示されて始まる。B-A-C-H動機が重厚な和音で奏される冒頭から終結に至るまで、あらゆる部分にこの動機が組み込まれている。和音と細かいパッセージが交替する前半から、次第にそれらが同時に対置されるようになり、最後には冒頭の楽想が長調で再現する。
幻想曲の終結から間をおかずに始まるフーガはソステヌート、3/2拍子。五声による二重フーガで、、=50 から始まって徐々に音量とテンポを増していき、縮小、拡大、逆行、反行などの対位法的な技術が存分に披瀝される。
古様式のゆるやかな第一主題はB-A-C-H動機、活動的な第二主題は幻想曲の後半に現れたパッセージに基づく。二つの主題が結合されたのちにゲネラルパウゼを挟んで幻想曲の冒頭が再現され、変ロ長調で華々しく終結する。